# Marco Pezzoni
Marco Pezzoni (Casalmaggiore, 5 aprile 1949) è un politico italiano.